# Osmunda piresii
Osmunda piresii là một loài dương xỉ trong họ Osmundaceae. Loài này được Brade mô tả khoa học đầu tiên năm 1965.
Danh pháp khoa học của loài này chưa được làm sáng tỏ. 